# Калаши
Калашите (на калашки: Kaĺaśa; на нуристански: Kasivo) са етническа група от индоевропейски произход, населяващ планинските райони на Хиндукуш, на границата между Афганистан и Пакистан. Страната им (ведно с тази на нуристанците) е наричана Кафиристан (страна на гяурите, на неверниците), защото те столетия упорито отказват да приемат исляма, до самия край на 19 век, когато част от тях са насилствено помохамеданчени, но новата вяра така и не се утвърждава – над половината население все още явно изповядва старите си индо-арийски култове.

## Произход
Има индикации от много по-ранни времена – 2-ро хилядолетие пр. Хр. за наличието на калашите и нуристанците. Това е поне 1500 години преди Александър Велики да завладее Персия и Бактрия. Това води до хипотезата на повече или по-малко пряко произхождащи от пра-индоевропейски корени.
Калашите са по правило стройни, руси и кестеняви, с преобладаващо сини и светли очи дългоглави европиди и с подобни на алпийските расови белези, приличат си с нуристанците, но като тях са напълно различни от преобладаващия външен вид на околните народи. Интересното е, че калашите нямат преки етнически връзки с нуристанците – тези две етнически групи идват от различни клонове на индоиранци, което разделение е вероятно няколко хиляди години назад. В Пакистан има спор относно това как точно да се определят калашите като обособена етническа група, но ги посочват като различно от масовото пакистанско население. Научната общност на големите световни университети включва езика на калашите към групата на дардските езици, при цялата условност на тази група.

## История
През 1890 монархът на ислямски Афганистан Амир Абдур Рахман напада калашите и заема западните долини, където ислямът е наложен върху тях.
Хроничното състояние на война в региона, с чести кланета, принудителна емиграция, съпътствана от глад, а също и принудителното асимилиране, драстично намаляват населението на калашите през целия XX век. От 100 000 души през 1900 година, към 2006 година те са само 6000 души. Въпреки това калашите имат висока раждаемост.